# Viễn Phương
Viễn Phương, tên thật Phan Thanh Viễn (1 tháng 5 năm 1928 - 21 tháng 12 năm 2005), là đảng viên Đảng Cộng sản Việt Nam và là nhà thơ Việt Nam.

## Tiểu sử
Viễn Phương có quê gốc ở quận Tân Châu, tỉnh Châu Đốc (ngày nay là thị xã Tân Châu, tỉnh An Giang). Thuở nhỏ ông đi học, đến khi Cách mạng Tháng Tám bùng nổ (1945), ông đến đầu quân và được xếp vào Chi đội 23.
Chi đội này hoạt động trên một địa bàn rộng lớn thuộc
đồng bằng sông Cửu Long. Từ cảm xúc có thật trên mỗi chặng đường chiến đấu gian khổ, những bài thơ của ông đã lần lượt ra đời, và được đăng trên báo 'Tiếng Súng Kháng Địch', là tờ báo duy nhất của Khu 9 Nam Bộ lúc bấy giờ.
Năm 1952, Nam Bộ tổ chức giải thưởng tổng kết văn học nghệ thuật lấy tên Giải thưởng Cửu Long, thì trường ca 'Chiến thắng Hòa Bình' của ông được xếp giải nhì về thơ.
Không lâu sau, Chi hội Văn nghệ Nam Bộ tổ chức đại hội, ông được bầu vào Ban chấp hành. Năm 1954, cuộc kháng chiến chống Pháp kết thúc, ông được phân công về Sài Gòn hoạt động.
Về Sài Gòn, ông đi dạy học, làm thuê kiếm sống nhưng công việc chủ yếu vẫn là sáng tác văn thơ. Với bút hiệu Viễn Phương, ông làm thơ và viết truyện đăng trên một số tờ báo ở Sài Gòn như Nhân loại, Hừng sáng, Công lý...
Do những bài viết có nội dung chống đối, năm 1960, ông bị nhà cầm quyền Sài Gòn bắt giam tù ở Chí Hòa. Trong tù, ông vẫn tiếp tục làm thơ.
Sau khi ra tù (1962), ông rời Sài Gòn vào chiến trường Củ Chi tiếp tục chiến đấu và làm thơ.
Sau sự kiện 30 tháng 4 năm 1975, ông liền được bầu làm Chủ tịch Hội Văn nghệ Giải phóng Thành phố Hồ Chí Minh, Chủ tịch Hội liên hiệp Văn học Nghệ thuật Thành phố Hồ Chí Minh và được bầu vào Ban chấp hành Hội Nhà văn Việt Nam.
Ngoài bút danh Viễn Phương, ông còn lấy bút danh 'Đoàn Viễn' và cũng sáng tác cả văn xuôi. Ông nổi tiếng với bài thơ 'Viếng lăng Bác' (Kim Son phổ nhạc) đã được đưa vào giảng dạy ở trường phổ thông. Ông được tặng Giải thưởng Nhà nước về Văn học nghệ thuật năm 2001.
Nhà thơ Viễn Phương mất ngày 21 tháng 12 năm 2005 tại Thành phố Hồ Chí Minh.
Con ông, PGS-TS Phan Thanh Bình từng là Ủy viên Trung ương Đảng - Giám đốc Đại học Quốc gia Thành phố Hồ Chí Minh.

## Tác phẩm
- Chiến thắng Hòa Bình (trường ca, 1952)
- Anh hùng mìn gạt (truyện ký, 1968)
- Mắt sáng học trò (thơ, 1970)
- Nhớ lời di chúc (trường ca, 1972)
- Viếng lăng Bác (thơ, 1976). In trong tập Như mây mùa xuân (1978)
- Như mây mùa xuân (thơ, 1978)
- Quê hương địa đạo (truyện và ký, 1981)
- Lòng mẹ (truyện thiếu nhi, 1982).
- Sắc lụa Trữ La (truyện ngắn, 1988)
- Phù sa quê mẹ (thơ, 1991)
- Ngàn say mây trắng (truyện và ký, 1998)
- Miền sông nước (truyện và ký, 1999)
- Tháng bảy mưa ngâu (truyện và ký, 1999. Đã dịch sang tiếng Anh)
- Thơ với tuổi thơ (thơ thiếu nhi, 2002)
- Gió lay hương quỳnh (thơ, 2005)
- Ngôi sao xanh (truyện thiếu nhi, 2003)
- Hình bóng thương yêu (ký, 2005)

## Nhận xét
Thơ Viễn Phương đã được nhiều nhà thơ khen ngợi, trong số đó có: Chế Lan Viên, Tô Hoài, Triệu Xuân, Nguyễn Xuân Nam, Mai Văn Tạo.
Trích nhận xét của nhà văn Mai Văn Tạo:
Thơ Viễn Phương dễ nhớ, giàu cảm xúc, nhưng không bị lụy, cường điệu nỗi đau...Thơ ông lung linh hình bóng người phụ nữ miền Nam và Mẹ. Ấn tượng nhiều mặt về người mẹ rất đậm đà, thắm thiết. Anh viết rất nhiều bài thơ về Mẹ. Người mẹ dưới gầm cầu, những người phụ nữ trong các đề lao, người nữ chiến sĩ hy sinh trong ngọn lửa, những nữ học sinh Sài Gòn - Chợ Lớn "xuống đường" trong những ngày "bão tố đô thành", người vợ chiến đấu trong nội thành, chồng ở chiến khu, người mẹ đào hầm nuôi giấu cán bộ, bà mẹ đưa đường các anh bộ đội - bà mẹ ấy nói những lời rất thật, như dặn dò, như lời thề quyết tử: "Để má cầm đuốc đi trước, gặp giặc má chúc ngọn đuốc xuống, các con ở sau biết mà tránh. Nếu chúng bắn má chết, tức là chúng báo động các con" (Lời má Sáu).
...Thơ Viễn Phương nền nã, thì thầm, man mác, bâng khuâng, day dứt, không gút mắt, cầu kỳ, kênh kiệu, khoa ngôn. Hình ảnh nào trong đời sống anh cũng tìm thấy chất thơ. Không đợi đến Tiếng tù và trong sương đêm, Hoa lục bình trôi man mác tím, bông lau bát ngát nắng chiều hay Chòm xanh điên điển nhuộm vàng mặt nước... Một mái lá khô hanh trong rừng vắng anh cũng đưa vào đấy cái thực, cái hư, rất thơ mà thực, rất thực mà thơ.